# Église Saint-Constantin-et-Saint-Michel de Vilnius

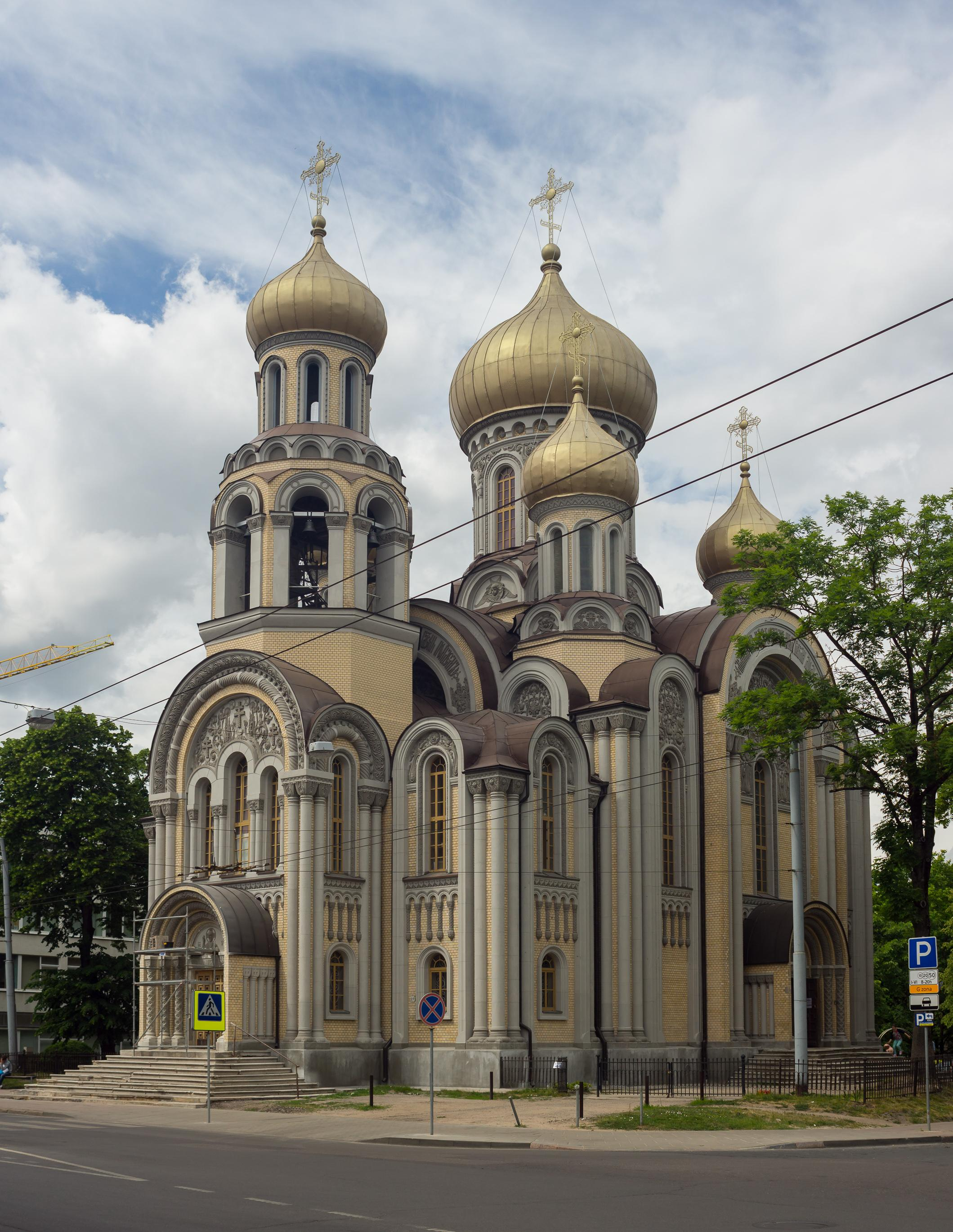
Vue de l'église Saint-Constantin-et-Saint-Michel

L'église Saint-Constantin-et-Saint-Michel, connue aussi sous le nom d'église des Romanov est une église de rite orthodoxe située à Vilnius. Elle a été construite pour célébrer le tricentenaire de la Maison des Romanov, lorsque Vilnius (à l'époque Vilna) faisait partie de l'Empire russe. Elle a été consacrée en 1913 et vouée à saint Constantin et à saint Michel Maleïnos (894-961), patron du fondateur de la dynastie, le boyard Michel Romanov (1596-1645), tzar sous le nom de Michel Ier en 1613.
Elle s'inspire du style des églises de Rostov et de Souzdal. Elle a reçu la visite de la grande-duchesse Élisabeth, sœur de l'impératrice Alexandra et future martyre. Elle a été fermée au culte pendant l'occupation allemande de 1915-1919 et a été restaurée dans les années 1920 et n'a pas fermé pendant la période de la république socialiste soviétique de Lituanie contrairement à d'autres.